# Einfach sein
Einfach sein ist ein Lied der deutschen Hip-Hop-Band Die Fantastischen Vier aus dem Jahr 2007, zusammen mit dem Pop-Rock-Musiker Herbert Grönemeyer.

## Inhalt
Das Lied wurde von den Fantastischen-Vier-Mitgliedern Michael Beck, Thomas Dürr (Thomas D), Andreas Rieke und Michael Schmidt (Smudo) sowie Thomas Burchia (DJ Thomilla) getextet, komponiert und produziert.
Die Erstveröffentlichung von Einfach sein erfolgte als Teil vom siebten Fantastischen-Vier-Studioalbum Fornika am 6. April 2007 bei Columbia Records. Am 25. Mai 2007 erschien das Lied als zweite Singleauskopplung aus dem Album.

## Musikvideo
Im Februar 2014 veröffentlichten Die Fantastischen Vier das dazugehörige Musikvideo auf der Videoplattform YouTube und konnten dort bis Juli 2024 über 4,3 Millionen Aufrufe erzielen.

## Chartplatzierungen
| ChartsChartplatzierungen | Höchstplatzierung | Wochen |
| ------------------------ | ----------------- | ------ |
| Deutschland (GfK)        | 11 (27 Wo.)       | 27     |
| Österreich (Ö3)          | 13 (29 Wo.)       | 29     |
| Schweiz (IFPI)           | 22 (15 Wo.)       | 15     |

| ChartsJahrescharts (2007) | Platzierung |
| ------------------------- | ----------- |
| Deutschland (GfK)         | 43          |
| Österreich (Ö3)           | 52          |